# Tactismo
Se denomina Tactísmo, taxia o irritabilidad a una clase de respuestas genéticas fuerte frente a los estímulos del medio ambiente, propias de los animales de complejidad simple o intermedia (invertebrados). Consiste en movimientos de traslación, ya sea de acercamiento o alejamiento del estímulo que lo activó.

## Tipos y clases
Los TTT o taxias se clasifican dependiendo de si el organismo responde a acercarse o a alejarse
- Si el movimiento se orienta hacia el estímulo, se denomina taxismo positivo.
- Si el movimiento conlleva a alejarse del estímulo, es denominado taxismo negativo.

Para identificarlos se les antepone el nombre del tipo del estímulo que los provocó. Por ejemplo, la polilla se orienta hacia la luz, por eso es un fototaxismo positivo o fototaxia positiva; por otro lado, la cucaracha escapa de la luz, o sea la cucaracha reacciona en un fototaxismo negativo o fototaxia negativa.
Según el origen del estímulo pueden clasificarse como:
- Fototaxismo: desplazamiento hacia o en contra de la luz.
- Geotaxismo: desplazamiento hacia o en contra de las fuerzas gravitacionales.
- Tigmotaxismo: respuesta frente a las vibraciones, el contacto físico o la presión ejercida sobre un punto.
- Termotaxtismo: desplazamiento hacia o en contra de un gradiente de temperatura, acercándose o alejándose de la fuente de calor.
- Anemotaxismo: desplazamiento en función de la dirección del viento.
- Barotaxismo: desplazamiento en función de los cambios de la presión atmosférica o del medio circundante.
- Quimiotaxtismo: reacción a la presencia de sustancias químicas.
- Galvanotaxismo: desplazamiento en función de las corrientes eléctricas.
- Hidrotaxismo: desplazamiento en función de la disponibilidad de agua.

## Origen
Los taxismos tienen un origen genético fuerte. La respuesta al estímulo no precisa aprendizaje. El ejemplo más ilustrativo es el hidrotacismo mostrado por las tortugas de mar, las cuales tras nacer en tierra (la madre sepulta los huevos en la arena) se dirigen de forma automática hacia el mar.

## Otros movimientos relacionados
Otros movimientos de origen genético diferentes a los tactismos o taxias son las:
- Cinesis
- Migraciones (migración animal)